# ادی ردا
ادی ردا (آلمانی: Edi Rada؛ ۱۳ سپتامبر ۱۹۲۲ – ۱۳ ژوئیه ۱۹۹۷) اسکیت‌باز نمایشی اهل اتریش بود.